# Dwight Buycks
Dwight Buycks, né le 6 mars 1989 à Milwaukee au Wisconsin, est un joueur américain de basket-ball. Il évolue aux postes de meneur et d'arrière.

## Biographie
En avril 2012, il est engagé comme pigiste médical de Dušan Katnić dans le club belge d'Ostende.
En août 2012, il rejoint le BCM Gravelines Dunkerque, club évoluant en Pro A,  championnat dans lequel il sera élu MVP de la saison régulière.
Durant l'été 2013, repéré grâce à ses performances lors de la Summer League qu'il dispute avec le Thunder d'Oklahoma City, il signe un contrat de deux ans avec les Raptors de Toronto.
Le 4 janvier 2014, il est envoyé en D-League par les Raptors afin de retrouver du temps de jeu. Le 13 janvier, il est rappelé dans l'effectif des Raptors. Le 5 mars, il est renvoyé en D-League puis rappelé dans l'effectif quatre jours plus tard. Il termine la saison avec les Raptors et joue 22 minutes (record en carrière) lors du dernier match chez les Knicks de New York. Cependant, lors du premier tour des playoffs contre les Nets de Brooklyn, il ne rentre pas en jeu.
En juillet 2014, Buycks signe un contrat d'un an avec Valencia BC, un des clubs majeurs d'Espagne et d'Europe. Mais début novembre, le contrat est rompu d'un commun accord. Buycks était peu utilisé par l'entraîneur Velimir Perasović (15 minutes de jeu par rencontre) qui se plaignait du rendement du joueur,.
Le 8 août 2016, il décide de revenir en Chine chez les Fujian Sturgeons.
Il participe à la NBA Summer League avec les Mavericks de Dallas en 2017.
Le 30 août 2017, il signe un two-way contract avec les Pistons de Détroit. Le 24 décembre 2017, il intègre l'effectif des Pistons à la suite de la blessure du meneur titulaire Reggie Jackson et a le rôle de meneur remplaçant d'Ish Smith. Le 12 janvier, son contrat avec la franchise du Michigan est converti en contrat standard.
Le 4 novembre 2018, il retourne en Chine où il signe chez les Shenzhen Leopards.
Le 16 février 2020, il signe à l'Olympiakós. Le club étant relégué en deuxième division du championnat national pour des manquements au règlement, il évolue uniquement en EuroLigue. En raison de la pandémie de Covid-19 et l'arrêt prématuré de la compétition, il ne participe qu'à 3 rencontres pour des moyennes de 5,0 points, 3,0 passes décisives et 1,3 rebond.
Au mois d'août 2020, il s'engage avec Nanterre 92 pour la saison 2020-2021 de Jeep Élite et d'EuroCup. En novembre, Buycks et Nanterre 92 décident de rompre le contrat qui les unit.

## Clubs

### Carrière universitaire
- 2007-2009 :  Warriors d'Indian Hills CC (NJCAA)
- 2009-2011 :  Golden Eagles de Marquette (NCAA I)[15]

### Carrière professionnelle
- 2011-2012 :  66ers de Tulsa (D-League)
- 2012 :  BC Telenet Ostende (Ligue Ethias)
- 2012-2013 :  BCM Gravelines-Dunkerque (Pro A)
- 2013-2014 :  Raptors de Toronto (NBA)
- 2014 :  Jam de Bakersfield (D-League)
- 2014 :  Valencia BC (Liga ACB)
- 2014-2015 :
  -  Tianjin Ronggang (CBA)
  -  Blue d'Oklahoma City (D-League)
  -  Lakers de Los Angeles (NBA)
- 2015-2016 :
  -  Fujian Sturgeons (CBA)
  -  Blue d'Oklahoma City (G-League)
- 2016-2017 :  Fujian Sturgeons (CBA)
- 2017-2018 :
  -  Pistons de Détroit (NBA)
  -  Drive de Grand Rapids (D-League)
- 2018-2020 :  Shenzhen Leopards (CBA)
- 2020 :  Olympiakós (EuroLigue) 3 matchs
- 2020 :  Nanterre 92 (Jeep Élite)

## Records NBA
Les records personnels de Dwight Buycks, officiellement recensés par la NBA sont les suivants :
| Type statistique            | Saison régulière (NBA) | Saison régulière (NBA)                   | Saison régulière (NBA)        | Saison régulière (D-League) | Saison régulière (D-League)   | Saison régulière (D-League) |
| Type statistique            | Record                 | Adversaire                               | Date                          | Record                      | Adversaire                    | Date                        |
| --------------------------- | ---------------------- | ---------------------------------------- | ----------------------------- | --------------------------- | ----------------------------- | --------------------------- |
| Points en un match          | 22                     | @ Nuggets de Denver                      | 15 mars 2018                  | 33                          | 2 fois                        | 2 fois                      |
| Paniers marqués en un match | 8                      | @ Nuggets de Denver                      | 15 mars 2018                  | 13                          | Charge de Canton              | 18 novembre 2017            |
| Paniers tentés en un match  | 15                     | @ Nuggets de Denver                      | 15 mars 2018                  | 25                          | Bulls de Windy City           | 7 novembre 2017             |
| Lancers francs réussis      | 6                      | Bucks de Milwaukee                       | 28 février 2018               | 8                           | 2 fois                        | 2 fois                      |
| Lancers francs tentés       | 6                      | 3 fois                                   | 3 fois                        | 11                          | Legends du Texas              | 5 janvier 2012              |
| Paniers à 3 points réussis  | 4                      | Rockets de Houston                       | 6 janvier 2018                | 5                           | 2 fois                        | 2 fois                      |
| Paniers à 3 points tentés   | 5                      | Rockets de Houston                       | 6 janvier 2018                | 11                          | Bulls de Windy City           | 7 novembre 2017             |
| Rebonds offensifs           | 4                      | @ Raptors de Toronto                     | 26 février 2018               | 4                           | @ Legends du Texas            | 18 janvier 2012             |
| Rebonds défensifs           | 5                      | Spurs de San Antonio                     | 10 décembre 2013              | 11                          | @ Jam de Bakersfield          | 26 mars 2015                |
| Rebonds totaux              | 5                      | Spurs de San Antonio @ Nuggets de Denver | 10 décembre 2013 8 avril 2015 | 14                          | @ Jam de Bakersfield          | 26 mars 2015                |
| Passes décisives            | 6                      | 3 fois                                   | 3 fois                        | 13                          | @ Vipers de Rio Grande Valley | 21 mars 2015                |
| Interceptions               | 4                      | Bucks de Milwaukee                       | 28 février 2018               | 4                           | 3 fois                        | 3 fois                      |
| Contres                     | 1                      | 2 fois                                   | 2 fois                        | 2                           | Warriors de Santa Cruz        | 12 mars 2015                |
| Balles perdues              | 4                      | 5 fois                                   | 5 fois                        | 10                          | @ Vipers de Rio Grande Valley | 8 mars 2016                 |
| Minutes jouées              | 33                     | @ Nuggets de Denver                      | 8 avril 2015                  | 43                          | @ Knicks de Westchester       | 10 novembre 2017            |

## Palmarès
- Vainqueur de la Ligue Ethias 2012 avec le BC Telenet Ostende
- Vainqueur de la Disney Land Leaders Cup 2013 avec le BCM Gravelines Dunkerque

## Distinctions
- Participation au All-Star Game LNB : 2012
- MVP du All-Star Game LNB : 2012
- MVP du mois de décembre 2012 de Pro A[17]
- MVP du mois de janvier 2013 de Pro A[18]
- MVP étranger de Pro A 2012-2013.